# Sep Vanmarcke

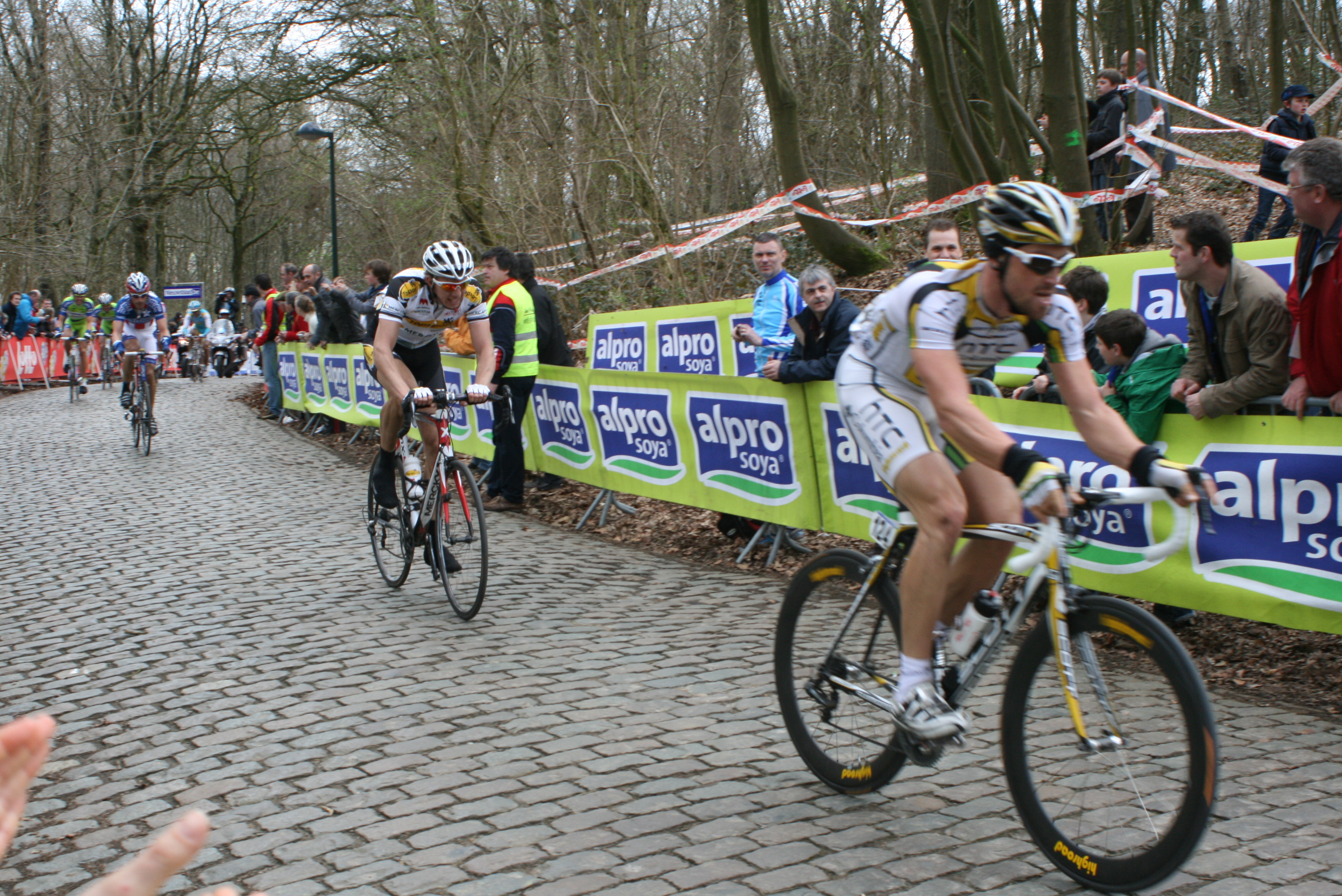
Sep Vanmarcke, derrière Bernard Eisel, lors du Gand-Wevelgem 2010, au mont Kemmel

Sep Vanmarcke, né le 28 juillet 1988 à Courtrai, est un coureur cycliste belge. Professionnel de 2009 à 2023, il a notamment remporté le Circuit Het Nieuwsblad en 2012 et la Bretagne Classic en 2019.

## Biographie

### Jeunesse et carrière amateur
Sep Vanmarcke commence le cyclisme en 2003, en catégorie débutants. Son père et ses frère et sœur pratiquent également ce sport. Il obtient ses premières victoires. En 2007, il passe en catégorie espoirs (moins de 23 ans) dans l'équipe CLC de Ingelmunster. Durant cette saison, il se classe notamment troisième du Tour des Flandres espoirs, 5e de Zellik-Galmaarden et 6e du Circuit de Wallonie.
En 2008, il recruté par l'équipe continentale belge Davitamon-Lotto-Jong Vlaanderen. Il termine deuxième de la Course des chats Dienze-Ypres, remportée par son frère Ken, membre du club d'Ingelmunster. Il remporte une étape du Tour du Brabant flamand, dont il finit à la troisième place du classement général. Il se classe également 3e du Circuit Het Volk espoirs, 4e de Bruxelles-Opwijk, 6e du championnat de Belgique espoirs. Avec l'équipe de Belgique des moins de 23 ans, il participe à des manches de la Coupe des Nations U23. Il est ainsi 8e du Tour des Flandres espoirs et 6e de la Côte picarde. Il participe également aux championnats d'Europe où il prend la 14e place de la course en ligne.
En 2009, il gagne trois courses avec l'équipe Jong Vlaanderen-Bauknecht : le Circuit de Hesbaye, la première étape du Tour du Haut-Anjou et la deuxième étape du Tour du Brabant flamand. Il se classe deuxième de Zellik-Galmaarden et du Circuit Het Nieuwsblad espoirs. En Coupe des Nations U23, il participe au Tour des Flandres espoirs, dont il prend la 5e place, à la Côte picarde, où il est troisième, et aux Tour des régions italiennes.

### Carrière professionnelle

#### 2009-2011: la révélation chez Topsport Vlaanderen-Mercator
Sep Vanmarcke devient professionnel en août 2009 en intégrant l'équipe Topsport Vlaanderen-Mercator. Avec cette équipe, il se classe sixième du Championnat des Flandres. Il est toujours sélectionné en équipe de Belgique espoirs et prend ainsi part au Tour de l'Avenir, où il est cinquième et sixième d'étape, et aux championnats du monde à Mendrisio, où il est 24e de la course en ligne.
En 2010, il termine troisième du Tour du Groene Hart en mars, et se révèle la semaine suivante en terminant deuxième de Gand-Wevelgem, la première course du calendrier mondial qu'il dispute. Il y est battu au sprint par Bernhard Eisel et devance Philippe Gilbert. Cette performance, à 21 ans, fait de lui l'une des deux révélations belges de la saison, avec Jens Keukeleire,. Durant la suite de la saison, il se classe 9e de Paris-Camembert et remporte le classement des monts des Quatre Jours de Dunkerque. Il passe deux mois sans compétition, en juin et juillet, en raison d'une blessure au tendon d'Achille. En fin d'année, il est parmi les meilleurs lors du Grand Prix de Wallonie qu'il termine à la huitième place, et se classe deuxième du Circuit franco-belge. Bien que toujours sélectionnable en équipe nationale des moins de 23 ans pour les championnats du monde, il refuse d'y participer car il estime qu'étant désormais professionnel, il doit laisser sa place à d'autres jeunes espoirs.

#### 2011-2012: Garmin
Grâce à ses résultats du printemps, Sep Vanmarcke est recruté dès le mois de mai par l'équipe ProTour Garmin-Transitions, pour la saison 2011. Cette équipe fusionne avec l'équipe Cervélo Test, et prend le nom de Garmin-Cervélo. Déjà dotée de coureurs de classiques (Tyler Farrar, Johan Vansummeren, Martijn Maaskant), elle intègre ainsi le champion du monde Thor Hushovd, Heinrich Haussler, Roger Hammond, Andreas Klier. Sep Vanmarcke espère apprendre parmi ces coureurs expérimentés pour devenir un leader sur les classiques. Son début de saison 2011 est retardé par une inflammation du tendon d’Achille. Il confirme ses résultats de 2010 en se classe 4e du Grand Prix E3, puis 20e de Paris-Roubaix, remporté par son coéquipier Johan Vansummeren, en travaillant pour son leader Thor Hushovd,.
Lors du Circuit Het Nieuwsblad du 25 février 2012, dans un groupe de 5 coureurs à l'avant composé de Tom Boonen, Dries Devenyns, Mathew Hayman, Juan Antonio Flecha et de lui-même, il accélère dans le secteur pavé de Lange Munte situé à 20 km de l'arrivée. Seuls Boonen et Flecha peuvent le suivre. À 150 m de la ligne, Boonen lance le sprint mais c'est Sep Vanmarcke qui remporte la course. En fin de saison, Vanmarcke se fracture la clavicule gauche durant l'Eurométropole Tour.

#### 2013-2016: nombreuses places d'honneur sur les«flandriennes»

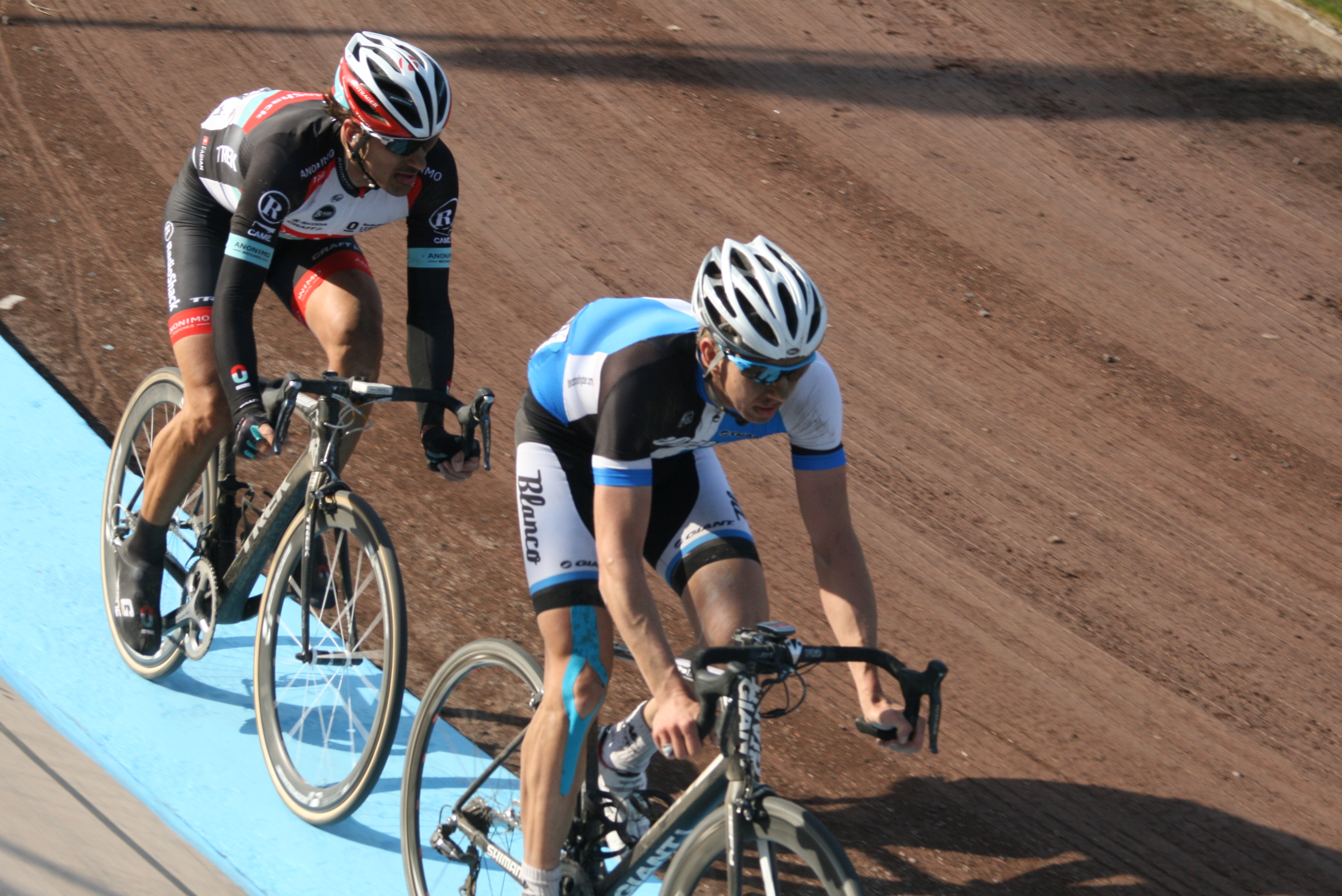
Fabian Cancellara et Sep Vanmarcke à l'arrivée du Paris-Roubaix 2013

En 2013, Sep Vanmarcke rejoint l'équipe néerlandaise Blanco, renommée Belkin en cours de saison. Lors de Paris-Roubaix, il est le seul à pouvoir suivre jusqu'au vélodrome le Suisse Fabian Cancellara, mais il est battu au sprint. En juillet, il dispute son premier Tour de France. En septembre, il remporte le Grand Prix Impanis-Van Petegem et termine deuxième du Grand Prix Jef Scherens. 
Lors de la saison 2014, il réussit de belles performances sur les flandriennes, terminant cinquième du Grand Prix E3, quatrième de Gand-Wevelgem et de Paris-Roubaix, et troisième du Tour des Flandres battu au sprint par Cancellara et Greg Van Avermaet. En mai, il obtient sa première victoire de la saison en gagnant une étape du Tour de Norvège. En juillet, au Tour de France, il obtient plusieurs places d'honneur (quatre fois parmi les dix premiers). Lors de la cinquième étape, empruntant les routes pavées de Paris-Roubaix, il attaque en compagnie de son coéquipier Lars Boom. Celui-ci gagne l'étape, tandis que Vanmarcke, retardé par une crevaison, est treizième,. En août, il est troisième d'une étape de l'Eneco Tour. Le mois suivant, au Canada, il gagne une étape du Tour d'Alberta, qu'il termine à la neuvième place, et prend la septième du Grand Prix de Québec. Il est sélectionné pour la course en ligne des championnats du monde, qu'il termine à la 64e place.
L'année suivante, sa campagne de classique est moins prolifique que les années passées. Il réalise quatre top 10 lors du Circuit Het Nieuwsblad (5e), des Strade Bianche (4e), du Grand Prix E3 (5e) et Gand-Wevelgem (6e). Il est ensuite piégé sur le Tour des Flandres (53e) et seulement onzième de Paris-Roubaix, ses deux gros objectifs de la saison. Il participe ensuite au Tour de France et est sélectionné pour la course en ligne des championnats du monde 2015 de Richmond. Les chefs de file belges sont Tom Boonen, Philippe Gilbert et Greg Van Avermaet. Vanmarcke est 64e. Une fois la saison terminée, Vanmarcke subit en novembre une intervention chirurgicale au poignet droit. 
En 2016, il retrouve les podiums des grandes courses. Il cumule les tops 10 en avril, où il est 8e du Grand Prix E3, 2e de Gand-Wevelgem et 3e du Tour des Flandres. Il arrive ensuite pour la gagne avec trois autres coureurs sur un Paris-Roubaix disputé sans temps mort, mais se classe finalement quatrième du sprint. En juin, il renoue avec la victoire lors du Ster ZLM Toer, où il s'adjuge une étape et le général. En fin d'année, il est classé 18e du classement World Tour et 32e du Classement mondial UCI.

#### 2017-2020: Cannondale/EF
En 2017, Sep Vanmarcke revient dans l'équipe de Jonathan Vaughters, désormais nommée Cannondale-Drapac. Après un podium prometteur au Circuit Het Nieuwsblad, où il est battu au sprint par Greg Van Avermaet et Peter Sagan, il connaît une saison de classiques décevante. D'abord amoindri par des douleurs aux côtes à la suite d'une chute lors des Strade Bianche, il souffre ensuite de douleurs d'estomac avant qu'une chute au Tour des Flandres ne le force à abandonner cette course puis à déclarer forfait pour Paris-Roubaix,,. Il retrouve de bons résultats durant l'été. Il est deuxième du championnat de Belgique fin juin, puis d'une étape du Tour d'Autriche, où il occupe la tête du classement général pendant trois jours. Il enchaîne ensuite sur une série de places d'honneur lors de courses du World Tour : quatrième de la RideLondon-Classique, douzième du BinckBank Tour, quatrième de la Bretagne Classic, huitième du Grand Prix de Québec et dixième de celui de Montréal.
Il rencontre à nouveau la malchance durant sa campagne de classiques de 2018. Après une nouvelle troisième place au Circuit Het Nieuwsblad, il est septième du Grand Prix E3 en ayant été ralenti par une chute. Il est ensuite troisième d'À travers les Flandres, puis finit à une décevante treizième place au Tour des Flandres après avoir subi deux chutes en début de course, et termine sixième du Paris-Roubaix en souffrant de crampes dans le final. Au cours de cette période, le contrat qui le lie à l'équipe, désormais nommée EF Education First, est prolongé jusqu'à 2020.
En février 2019, après avoir pris la cinquième place de l'Étoile de Bessèges, il renoue avec le succès en remportant au sprint la 1re étape du Tour du Haut-Var et porte le maillot jaune de leader du général pendant une journée. Lors des classiques flandriennes, après une chute et une blessure au genou sur l'E3 Binck Bank Classic, il joue un rôle important dans la victoire sur le Tour des Flandres de son coéquipier Alberto Bettiol. Sur Paris-Roubaix, alors qu'il figure encore dans le groupe de tête à 14 kilomètres de l'arrivée, il doit laisser partir Philippe Gilbert et Nils Politt en raison de son dérailleur arrière, qui est resté coincé. Il termine finalement quatrième de la course pour la troisième fois de sa carrière et est inconsolable après avoir franchi la ligne d'arrivée. Il décide de ne pas courir le Tour de France pour soigner son genou, puis termine douzième du BinckBank Tour en août. En septembre, il signe son premier succès sur le circuit UCI World Tour en remportant la Bretagne Classic avec quelques secondes d'avance sur Tiesj Benoot et Jack Haig.
Lors de la saison 2020, marquée par la pandémie de Covid-19, il réalise sa plus mauvaise saison depuis 2011. En 26 jours de courses, son meilleur résultat est une 17e place au Tour des Flandres  et sur Gand-Wevelgem.

#### 2021-2023: Israel

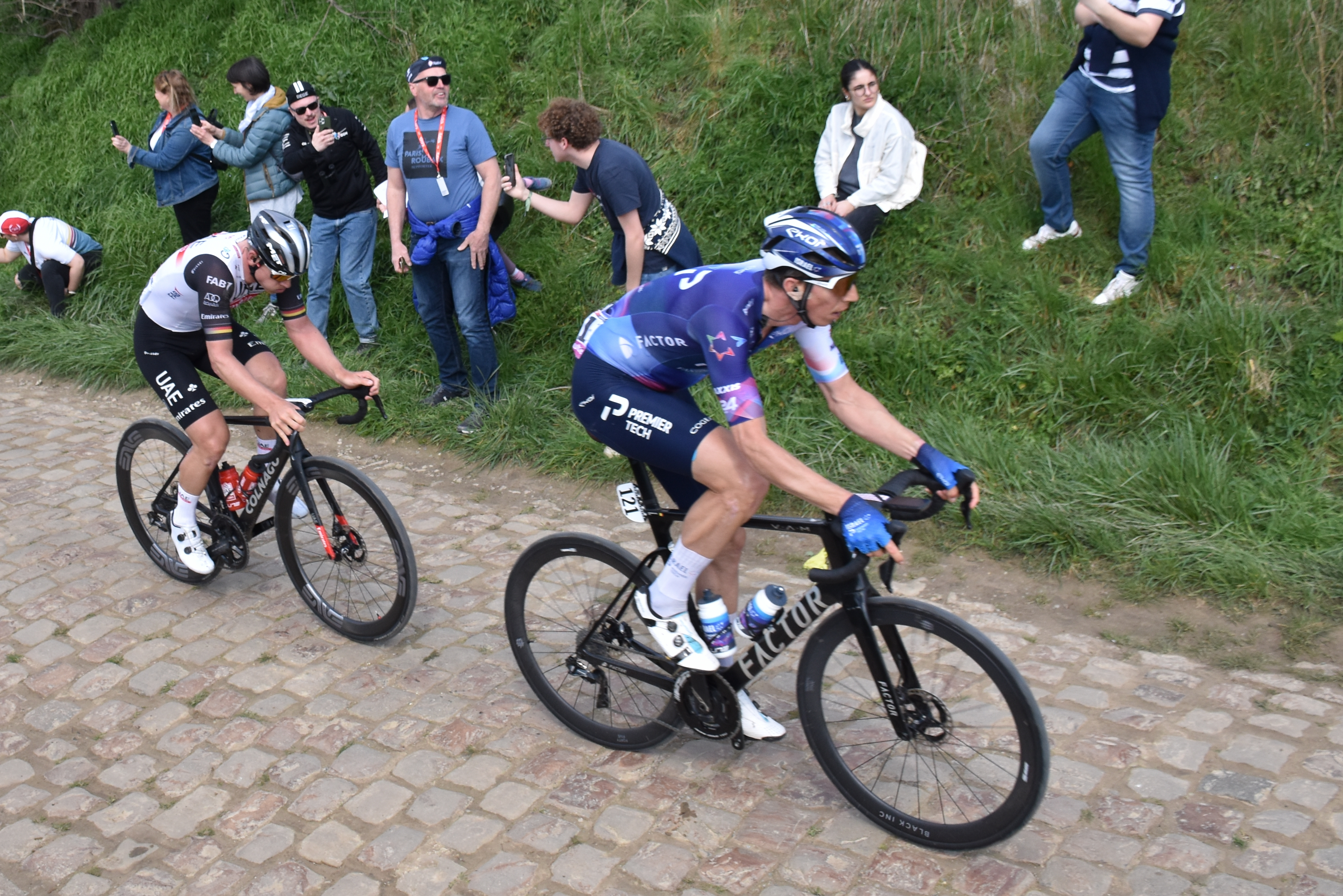
Paris-Roubaix 2023 - Secteur pavé de Quiévy à Saint-Python - N° 121 Sep Vanmarcke.

En 2021, il rejoint à 32 ans l'équipe Israel Start-Up Nation avec un contrat de trois ans. Il est présenté comme le leader de l'équipe sur les classiques, pour remplacer Nils Politt. Il connait des hauts et des bas dans sa première année avec l'équipe, même s'il parvient à terminer troisième du Circuit Het Nieuwsblad, quatrième du Samyn et cinquième du Tour des Flandres. Il s'illustre également sur les courses par étapes en se classant  deuxième de la Semaine cycliste italienne à huit secondes de Diego Ulissi.
Lors des championnats de Belgique 2023, Sep Vanmarcke ressent ce qu'il qualifie d'« arythmies ». Des examens cardiaques réalisés à la fin du mois de juin mettent en évidence la présence de tissu cicatriciel sur le cœur, avec un risque avec la pratique du sport de haut niveau d'aggravation en insuffisance cardiaque. Pour éviter cette évolution, Vanmarcke annonce au début du mois de juillet la fin de sa carrière sportive.

## Palmarès

### Palmarès amateur
| - 2006 - 2e de Ledegem-Kemmel-Ledegem - 2007 - 3e du Tour des Flandres espoirs - 2008 - 2e étape du Tour du Brabant flamand - 2e de la Course des chats - 3e du Tour du Brabant flamand - 3e du Circuit Het Nieuwsblad espoirs | - 2009 - Challenge de Hesbaye - 1re étape du Tour du Haut-Anjou - 2e étape du Tour du Brabant flamand - 2e du Circuit Het Nieuwsblad espoirs - 2e de Zellik-Galmaarden - 3e de la Côte picarde - 3e de l'Internatie Reningelst - 3e de la Course des chats |  |

### Palmarès professionnel
| - 2010 - 2e de Gand-Wevelgem - 2e du Circuit franco-belge - 3e du Tour du Groene Hart - 2011 - 2e du Grand Prix Raf Jonckheere - 2012 - Circuit Het Nieuwsblad - 3e du Rogaland Grand Prix - 5e du Grand Prix E3 - 2013 - Grand Prix Impanis-Van Petegem - 2e de Paris-Roubaix - 2e du Grand Prix Jef Scherens - 2014 - 3e étape du Tour de Norvège - 3e étape du Tour d'Alberta - 3e de Kuurne-Bruxelles-Kuurne - 3e du Tour des Flandres - 4e de Gand-Wevelgem - 4e de Paris-Roubaix - 5e du Grand Prix E3 - 7e du Grand Prix cycliste de Québec - 2015 - 4e des Strade Bianche - 5e du Grand Prix E3 - 6e de Gand-Wevelgem - 2016 - Ster ZLM Toer : - Classement général - 4e étape - 2e de Gand-Wevelgem - 3e du Tour des Flandres - 3e du Grand Prix Briek Schotte - 4e de Paris-Roubaix - 8e du Grand Prix E3 | - 2017 - 2e du championnat de Belgique sur route - 3e du Circuit Het Nieuwsblad - 4e de la RideLondon-Surrey Classic - 4e de la Bretagne Classic - 8e du Grand Prix cycliste de Québec - 10e du Grand Prix cycliste de Montréal - 2018 - 3e du Circuit Het Nieuwsblad - 3e d'À travers les Flandres - 6e de Paris-Roubaix - 7e du Grand Prix E3 - 2019 - 1re étape du Tour du Haut-Var - Bretagne Classic - 4e de Paris-Roubaix - 2021 - 2e de la Semaine cycliste italienne - 3e du Circuit Het Nieuwsblad - 5e du Tour des Flandres - 2022 - Maryland Cycling Classic - 2023 - 3e de Gand-Wevelgem - 10e du Circuit Het Nieuwsblad |  |

### Classiques
Le tableau ci-dessous présente les classements de Sep Vanmarcke sur les neuf classiques auxquelles il a participé (les quatre flandriennes, la Vattenfall Cyclassics, la Bretagne Classic, le Grand Prix cycliste de Québec, le Grand Prix cycliste de Montréal et Paris-Tours).
| Année | Grand Prix E3                    | Gand-Wevelgem | Tour des Flandres | Paris-Roubaix                    | HEW/Vattenfall Cyclassics        | Bretagne Classic | Grand Prix cycliste de Québec    | Grand Prix cycliste de Montréal  | Paris-Tours |
| ----- | -------------------------------- | ------------- | ----------------- | -------------------------------- | -------------------------------- | ---------------- | -------------------------------- | -------------------------------- | ----------- |
| 2010  | -                                | 2e            | 41e               | -                                | -                                | -                | -                                | -                                | 15e         |
| 2011  | 4e                               | 142e          | -                 | 20e                              | -                                | -                | -                                | -                                | 28e         |
| 2012  | 5e                               | -             | 48e               | 84e                              | 97e                              | 41e              | -                                | -                                | -           |
| 2013  | 51e                              | -             | 29e               | 2e                               | 34e                              | Ab.              | -                                | -                                | 76e         |
| 2014  | 5e                               | 4e            | 3e                | 4e                               | 12e                              | -                | 7e                               | 16e                              | 40e         |
| 2015  | 5e                               | 6e            | 53e               | 11e                              | 75e                              | 40e              | 29e                              | Ab.                              | -           |
| 2016  | 8e                               | 2e            | 3e                | 4e                               | 48e                              | 97e              | -                                | -                                | 106e        |
| 2017  | 23e                              | -             | Ab.               | -                                | 27e                              | 4e               | 8e                               | 10e                              | -           |
| 2018  | 7e                               | 21e           | 13e               | 6e                               | -                                | 39e              | 13e                              | Ab.                              | 7e          |
| 2019  | Ab.                              | -             | 25e               | 4e                               | -                                | Vainqueur        | 40e                              | 61e                              | -           |
| 2020  | Épreuve inexistante à cette date | 17e           | 17e               | Épreuve inexistante à cette date | Épreuve inexistante à cette date | 28e              | Épreuve inexistante à cette date | Épreuve inexistante à cette date | -           |
| 2021  | 30e                              | Ab.           | 5e                | 23e                              | Épreuve inexistante à cette date | -                | Épreuve inexistante à cette date | Épreuve inexistante à cette date | 77e         |
| 2022  | Ab.                              | 77e           | -                 | -                                | 101e                             | -                | 30e                              | 15e                              | 24e         |
| 2023  | 17e                              | 3e            | 24e               | 16e                              | -                                | -                | -                                | -                                | -           |

### Résultats sur les grands tours

#### Tour de France
5 participations
- 2013 : 131e
- 2014 : 106e
- 2015 : 104e
- 2016 : 104e
- 2018 : 115e

#### Tour d'Espagne
2 participations
- 2011 : 140e
- 2021 : abandon (16e étape)

### Classements mondiaux
| Année                                 | 2007 | 2008 | 2009 | 2010 | 2011 | 2012 | 2013 | 2014 | 2015 | 2016 | 2017 | 2018 | 2019 | 2020 | 2021 | 2022 | 2023 |
| ------------------------------------- | ---- | ---- | ---- | ---- | ---- | ---- | ---- | ---- | ---- | ---- | ---- | ---- | ---- | ---- | ---- | ---- | ---- |
| Calendrier mondial                    |      |      | nc   | 79e  |      |      |      |      |      |      |      |      |      |      |      |      |      |
| UCI World Tour                        |      |      |      |      | 196e | 104e | 63e  | 23e  | 72e  | 18e  | 39e  | 45e  |      |      |      |      |      |
| Classement mondial                    |      |      |      |      |      |      |      |      |      | 32e  | 58e  | 64e  | 73e  | 406e | 99e  | 220e | 167e |
| UCI Europe Tour                       | 712e | 877e | 219e | 124e |      |      |      |      |      | 199e | 508e | 435e | 60e  | 332e | 83e  | 180e | nc   |
| UCI Asia Tour                         | nc   | nc   | nc   | nc   |      |      |      |      |      | nc   | nc   | 735e |      |      |      |      |      |
|                                       |      |      |      |      |      |      |      |      |      |      |      |      |      |      |      |      |      |
| Légende : nc = non classéSource : UCI |      |      |      |      |      |      |      |      |      |      |      |      |      |      |      |      |      |